# Avenida Guayana
Avenida Guayana es el nombre que recibe una importante arteria vial en Ciudad Guayana al norte del Estado Bolívar y de la Región de Guayana, y a la vez al sur del país sudamericano de Venezuela.

## Descripción
Se trata de una avenida que cruza Ciudad Guayana de extremo a extremo, conecta con la autopista Ciudad Bolívar-Puerto Ordaz, y atraviesa todo el sector de Puerto Ordaz (zona industrial, aeropuerto, zona comercial, zona residencial, incluso la zona turística pues pasa por el Parque Cachamay).
En su recorrido se vincula con la Avenida Caracas, el Aeropuerto Internacional Manuel Piar, la Avenida Norte 1,2, 3 y 4, la Avenida Libertador, la Avenida Centurión, la Avenida Moreno de Mendoza, la Avenida Jose Gumilla, la Avenida Manuel Piar (donde Finaliza su recorrido), las Redomas de la Paz, la Piña, y Salvador Guillermo Allende, La Plaza Monumental CVG, la plaza del Hierro, El terminal de Pasajeros de Puerto Ordaz, la Vía Colombia, El Parque Loefling, El Estadio CTE Cachamay, el Hotel Venetur Orinoco, el Hospital Dr Raúl Leoni de Guaiparo
Atraviesa los sectores de Zona Industrial Matanzas, Zona Industrial Los Pinos, Arivana, Alta Vista, entre muchos otros.